# Flittarder Rheinaue

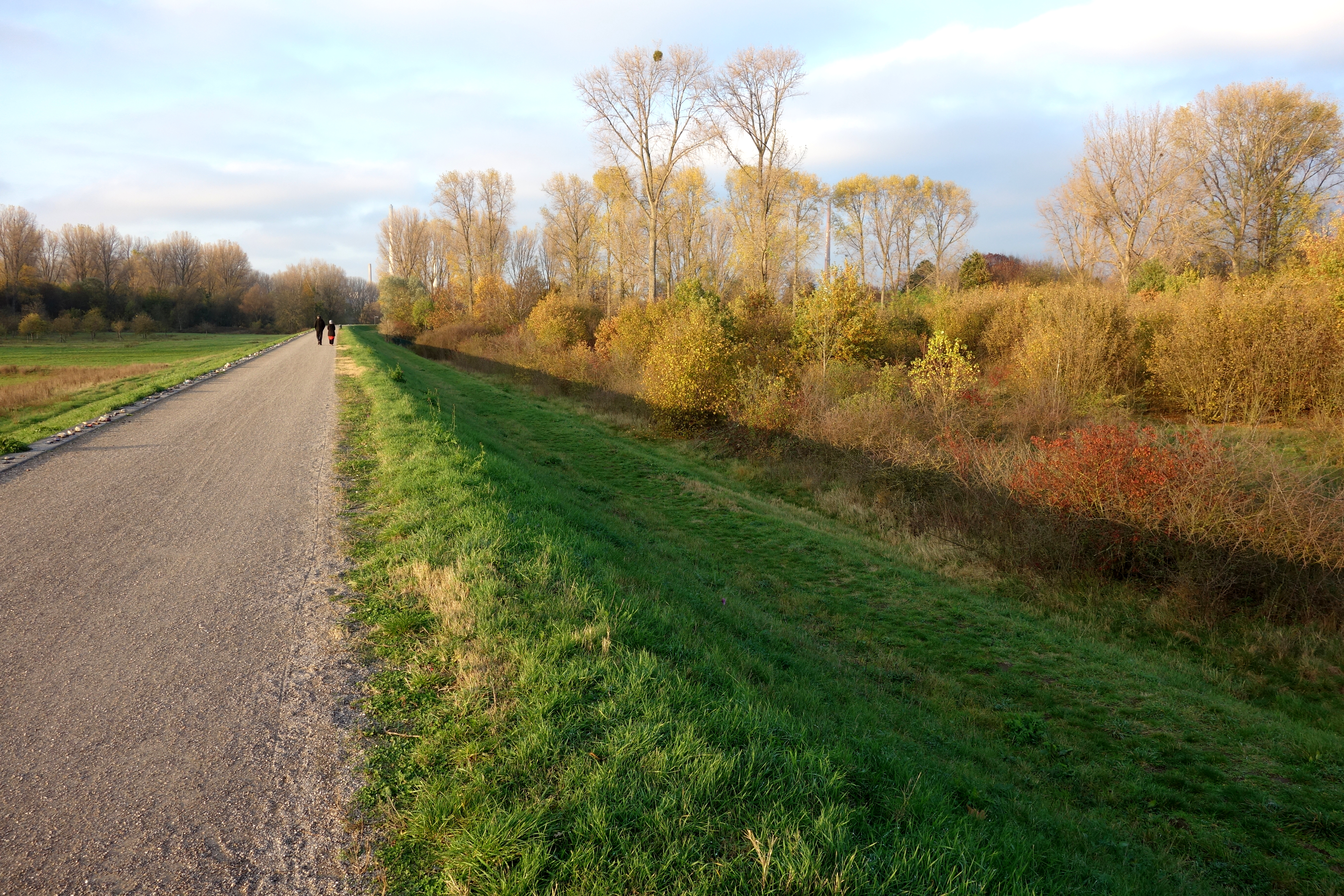
Flittarder Rheinaue mit Hochwasserdamm

Die etwa vier Kilometer lange Flittarder Rheinaue ist eine Flussaue im Kölner Stadtteil Flittard und liegt an der nördlichen Stadtgrenze Kölns in unmittelbarer Nachbarschaft zu den Fordwerken, den Bayer-Werken in Leverkusen und der großen Kläranlage Köln-Stammheim. Wegen der zahlreichen typischen und natürlichen Auenelemente und des ungehinderten Hochwassereinflusses wurde ein etwa 180 Hektar großer Gleithangbereich des Rheins als schutzwürdig eingestuft und ist seit 1991 als Naturschutzgebiet ausgewiesen.

## Beschreibung

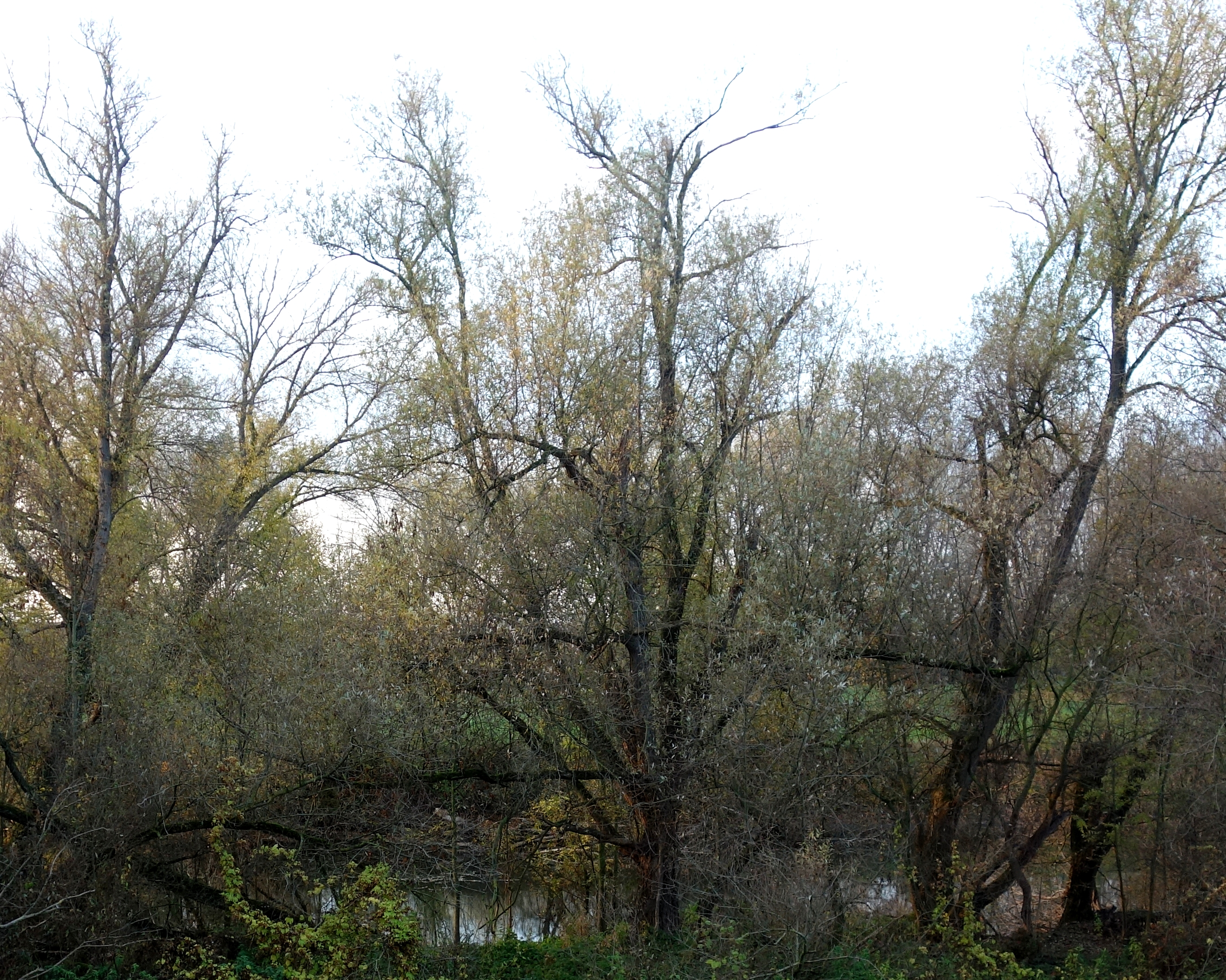
Hinter den Bäumen ist ein Teil des alten Rheinarms zu erkennen

Besonders in einer so großen Stadt wie Köln sind Auen von immenser Bedeutung. Wie es für alle Flussauen charakteristisch ist, so besitzt auch die Flittarder Rheinaue einen Überschwemmungsbereich, in den sich das Rheinhochwasser ausdehnen kann und somit die bewohnten Stadtgebiete vor Überflutung schützt. Dieses bis zu 475 m breite Areal wird landseitig durch einen etwa 3 m hohen Hochwasserdamm mit artenreicher Salbei-Glatthafer-Wiese begrenzt und erstreckt sich bis zum Rhein. Hier befinden sich große Ackerflächen, Wiesen im Bereich von Brunnengalerien, kleinflächige Weiden, ein lang gestreckter Teich und ein lockerer Pappelbestand. Die durch das Wechselspiel von Flutung, Feucht- und Trockenfallen für Fauna und Flora sich entwickelnde Überschwemmungsdynamik ist für die Schaffung ständig neuer Lebensräume von zentraler Bedeutung.
Im nördlichen Teil der Aue befindet sich noch ein Altarm des Rheins, der als stehendes, regelmäßig überflutetes Gewässer einen besonderen Charakter aufweist und aus ökologischer Sicht zu den wichtigen Elementen der Aue gehört. Für viele Vögel und andere Tiere stellt er einen einmaligen und schützenswerten Lebensraum dar. Er ist entstanden aus einer ehemaligen Insel, die später dem Ufer zugeführt wurde, um den Rhein maximal schiffbar zu gestalten.
Die Flittarder Rheinaue dient als Naherholungsgebiet für Spaziergänger und Radfahrer. Über den Hochwasserdamm führt ein kombinierter Geh- und Radweg. Spaziergänger haben die Möglichkeit, auf kleinen, aber bequemen Pfaden die Aue zu erkunden.

## Fauna
Die Flittarder Rheinaue dient selten gewordenen typischen Pflanzen und Tieren als Lebensraum. In den mit Schilfröhricht bewachsenen Uferbereichen sind Reiher und Kormorane auf Futtersuche. Auch beherbergt die Flittarder Flussaue Brutstätten zahlreicher Vogelarten wie Flussregenpfeifer, Hohltauben, Haubentaucher, Bläss- und Teichhühner, Kuckucke, Teichrohrsänger, Pirole und Beutelmeisen. Als Wintergäste findet man auch Schell- und Krickenten, Gänsesäger und Kanadagänse. Verschiedene Fledermausarten sind hier ebenfalls beheimatet.

## Flora

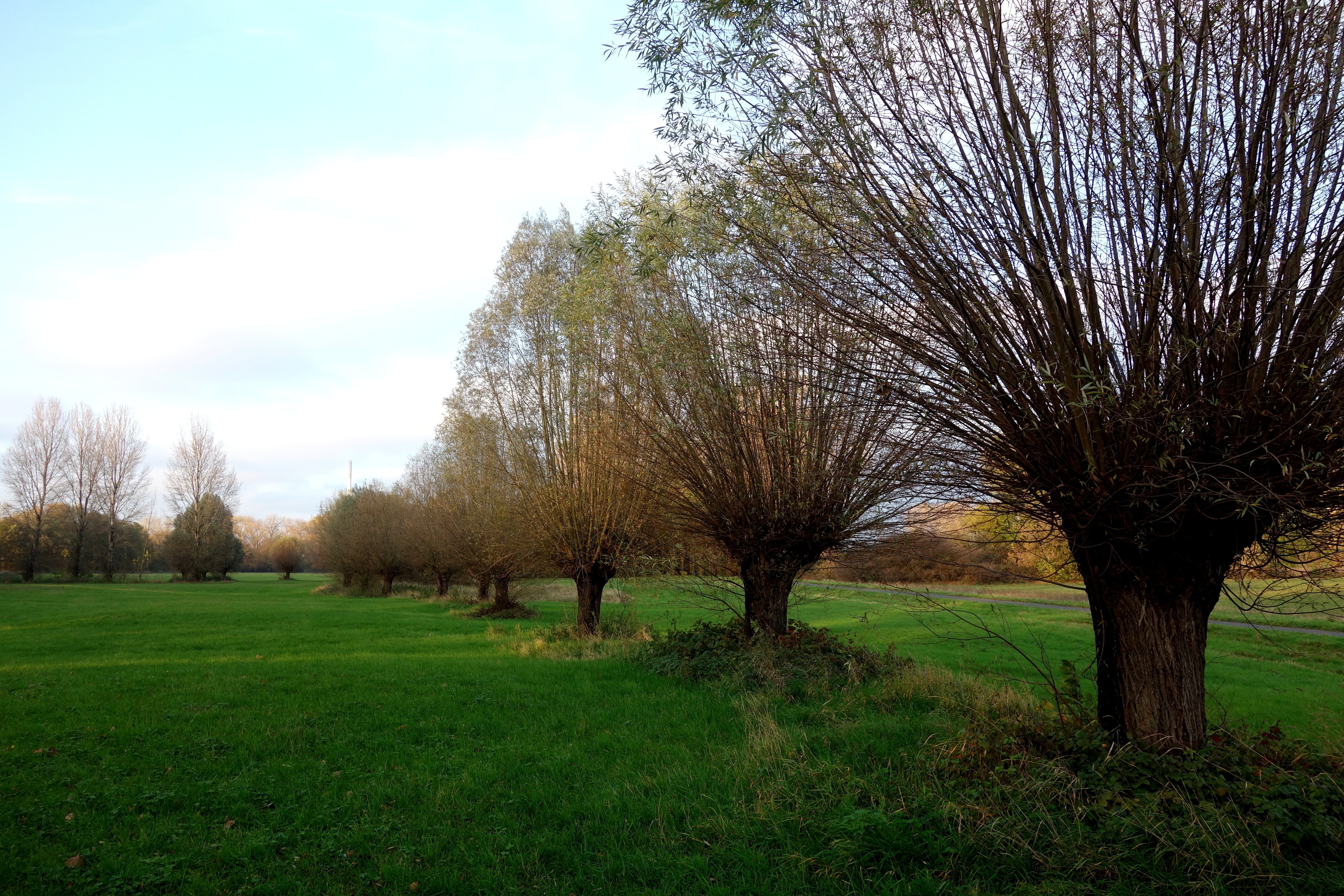
Kopfweiden in der Flittarder Rheinaue

Neben Brombeeren, Brennnesseln und Disteln wachsen in der Flittarder Flussaue Silber-Weiden, Linden, Holunder und Flügelnussbäume. Der Baumbestand setzt sich vorwiegend aus Pappeln, Ulmen, Eschen, Eichen, Kopfweiden und großen Walnussbäumen zusammen. Über die weitläufigen Auenwiesen, auf denen wilder Klee, weiß blühende Zaunwinden, roter Mohn, Ochsenzungen, rosa Seifenkraut und gelber Rainfarn wachsen, schwirren verschiedene Libellenarten. An den Wegrändern wachsen Ackerwildkräuter wie Sand-Mohn, Frauenspiegel oder wilder Dill.

## Landschaftspflege
Zwischen der Stadt Köln und der BUND-Kreisgruppe Köln besteht seit März 2014 ein Betreuungsvertrag, der die Pflege der Kopfweiden, der Obstbäume und der Wiesen in der Flittarder Rheinaue regelt. Insbesondere werden die Kopfweiden zwecks Formerhaltung regelmäßig gegen Ende des Winters geschnitten.